# Lucius Allen
Lucius Oliver Allen, Jr. (Kansas City, Kansas, 26 de septiembre de 1947) es un exbaloncestista estadounidense que jugó 10 temporadas en la NBA. Con 1,88 metros de altura, lo hacía en la posición de base. Fue dos veces campeón de la NCAA y una de la NBA.

## Trayectoria deportiva

### Universidad
Jugó durante dos temporadas con los Bruins de la Universidad de California, Los Ángeles, en las que promedió 15,3 puntos y 5,9 rebotes por partido. Coincidió en el equipo con Lew Alcindor, junto con el cual ganó dos campeonatos de la NCAA, derrotando en la final en 1967 a Dayton y en 1968 a North Carolina. En ambas ocasiones fue incluido en el mejor quinteto del torneo. En 1969, año en el cual volverían a ser campeones, Allen no pudo jugar debido a problemas académicos. Fue incluido además en el segundo quinteto All-American en 1968.

### Profesional
Fue elegido en la tercera posición del Draft de la NBA de 1969 por Seattle Supersonics, donde dio minutos de descanso al base titular del equipo, Lenny Wilkens, acabando la temporada con 9,8 puntos y 4,2 asistencias por partido. Al año siguiente fue traspasado a Milwaukee Bucks junto con Bob Boozer a cambio de Zaid Abdul-Aziz, donde se reencontraría con su compañero de universidad, Lew Alcindor, más tarde conocido como Kareem Abdul-Jabbar. Allí continuó siendo el primer recambio del base titular, en este caso Oscar Robertson, promediando 7,1 puntos en 61 partidos de liga regular, ayudando al equipo a conseguir el que hasta ahora es su único título de la NBA.
Ganó protagonismo en la temporada siguiente, mejorándo sus estadísticas hasta los 13,5 puntos y 4,2 asistencias por partido, progresión que continuó hasta la temporada 1973-74, cuando una inoportuna lesión en la rodilla poco antes de los play-offs le hizo perderse el resto de la temporada, siendo una baja importante en un año en el que los Bucks volvieron a plantarse en la final, perdiendo antes Boston Celtics en el séptimo y definitivo encuentro. A poco de iniciarse la temporada 1974-75 fue traspasado a Los Angeles Lakers a cambio de Jim Price. Allen jugó 56 partidos, promediando 19,5 puntos, pero el equipo falló en su objetivo de alcanzar los playoffs. Al año siguiente se reencontraría por tercera vez en su carrera con Abdul-Jabbar, pero todavía faltaría tiempo hasta que el equipo se convirtiese en uno de los dominadores de la liga.
Jugó dos temporadas más como base titular, y en la temporada 1977-78 fue traspasado a Kansas City Kings a cambio de Ollie Johnson y futuras rondas del draft. En los Kings jugó una temporada y media, hasta que sufrió una grave lesión que pondría fin a su carrera, no siendo renovado por su equipo. En el total de su carrera profesional promedió 13,4 puntos y 4,5 asistencias.

## Estadísticas de su carrera en la NBA

### Temporada regular
| Temporada | Edad | Equipo              | Liga | P   | TIT | MIN  | TC  | TCA  | %TC  | 3P | 3PA | %3P | TL  | TLA | %TL  | R.OF. | R.DEF. | REB | ASIS | ROB | TAP | PER | FP  | PTS  |
| 1969-70   | 22   | Seattle Supersonics | NBA  | 81  |     | 22.4 | 3.8 | 8.5  | .442 |    |     |     | 2.2 | 3.1 | .731 |       |        | 2.6 | 4.2  |     |     |     | 2.5 | 9.8  |
| 1970-71   | 23   | Milwaukee Bucks     | NBA  | 61  |     | 19.0 | 2.9 | 6.5  | .447 |    |     |     | 1.3 | 1.8 | .700 |       |        | 2.5 | 2.6  |     |     |     | 1.8 | 7.1  |
| 1971-72   | 24   | Milwaukee Bucks     | NBA  | 80  |     | 29.0 | 5.5 | 10.9 | .505 |    |     |     | 2.5 | 3.2 | .764 |       |        | 3.2 | 4.2  |     |     |     | 2.7 | 13.5 |
| 1972-73   | 25   | Milwaukee Bucks     | NBA  | 80  |     | 33.7 | 6.8 | 14.1 | .484 |    |     |     | 1.8 | 2.5 | .715 |       |        | 3.5 | 5.3  |     |     |     | 2.4 | 15.5 |
| 1973-74   | 26   | Milwaukee Bucks     | NBA  | 72  |     | 33.2 | 7.3 | 14.8 | .495 |    |     |     | 3.0 | 3.8 | .788 | 1.2   | 2.8    | 4.0 | 5.2  | 1.9 | 0.3 |     | 3.0 | 17.6 |
| 1974-75   | 27   | TOTAL               | NBA  | 66  |     | 35.7 | 7.7 | 17.7 | .437 |    |     |     | 3.6 | 4.6 | .778 | 1.4   | 2.8    | 4.2 | 5.6  | 2.1 | 0.4 |     | 3.3 | 19.1 |
| 1974-75   | 27   | Milwaukee Bucks     | NBA  | 10  |     | 34.2 | 6.8 | 16.4 | .415 |    |     |     | 3.1 | 3.7 | .838 | 0.9   | 2.2    | 3.1 | 5.3  | 1.4 | 0.1 |     | 2.3 | 16.7 |
| 1974-75   | 27   | Los Angeles Lakers  | NBA  | 56  |     | 35.9 | 7.9 | 18.0 | .440 |    |     |     | 3.7 | 4.8 | .770 | 1.4   | 3.0    | 4.4 | 5.7  | 2.2 | 0.5 |     | 3.5 | 19.5 |
| 1975-76   | 28   | Los Angeles Lakers  | NBA  | 76  |     | 31.4 | 6.1 | 13.2 | .459 |    |     |     | 2.6 | 3.3 | .776 | 0.8   | 2.0    | 2.8 | 4.7  | 1.3 | 0.3 |     | 3.2 | 14.7 |
| 1976-77   | 29   | Los Angeles Lakers  | NBA  | 78  |     | 31.8 | 6.1 | 13.3 | .456 |    |     |     | 2.5 | 3.2 | .774 | 0.7   | 2.5    | 3.2 | 5.2  | 1.5 | 0.2 |     | 2.3 | 14.6 |
| 1977-78   | 30   | Kansas City Kings   | NBA  | 77  |     | 27.9 | 4.8 | 11.0 | .441 |    |     |     | 2.3 | 2.9 | .791 | 0.9   | 2.1    | 3.0 | 4.7  | 1.2 | 0.4 | 2.8 | 2.3 | 11.9 |
| 1978-79   | 31   | Kansas City Kings   | NBA  | 31  |     | 13.3 | 2.2 | 5.6  | .397 |    |     |     | 0.6 | 1.1 | .576 | 0.5   | 1.0    | 1.5 | 1.4  | 0.7 | 0.2 | 1.0 | 1.7 | 5.1  |
| Total     |      |                     | NBA  | 702 |     | 28.7 | 5.5 | 11.9 | .463 |    |     |     | 2.3 | 3.1 | .760 | 1.0   | 2.3    | 3.1 | 4.5  | 1.5 | 0.3 | 2.3 | 2.6 | 13.4 |

### Playoffs
| Temporada | Edad | Equipo             | Liga | P  | MIN  | TCA | TC  | 3PA | 3P | TLA | TL  | R.OF. | REB | ASIS | ROB | TAP | PER | FP  | PTS | %TC  | %3P | %FT   | MIN  | PTS  | REB | AST |
| 1970-71   | 23   | Milwaukee Bucks    | NBA  | 14 | 312  | 41  | 81  |     |    | 20  | 28  |       | 40  | 52   |     |     |     | 30  | 102 | .506 |     | .714  | 22.3 | 7.3  | 2.9 | 3.7 |
| 1971-72   | 24   | Milwaukee Bucks    | NBA  | 11 | 386  | 78  | 166 |     |    | 41  | 54  |       | 38  | 42   |     |     |     | 30  | 197 | .470 |     | .759  | 35.1 | 17.9 | 3.5 | 3.8 |
| 1972-73   | 25   | Milwaukee Bucks    | NBA  | 6  | 203  | 36  | 89  |     |    | 22  | 28  |       | 16  | 21   |     |     |     | 15  | 94  | .404 |     | .786  | 33.8 | 15.7 | 2.7 | 3.5 |
| 1976-77   | 29   | Los Angeles Lakers | NBA  | 7  | 186  | 32  | 82  |     |    | 13  | 19  | 7     | 32  | 24   | 11  | 3   |     | 18  | 77  | .390 |     | .684  | 26.6 | 11.0 | 4.6 | 3.4 |
| 1978-79   | 31   | Kansas City Kings  | NBA  | 5  | 73   | 15  | 32  |     |    | 6   | 6   | 2     | 7   | 3    | 2   | 1   | 5   | 7   | 36  | .469 |     | 1.000 | 14.6 | 7.2  | 1.4 | 0.6 |
| Total     |      |                    | NBA  | 43 | 1160 | 202 | 450 |     |    | 102 | 135 | 9     | 133 | 142  | 13  | 4   | 5   | 100 | 506 | .449 |     | .756  | 27.0 | 11.8 | 3.1 | 3.3 |